# Проценко, Людмила Андреевна
Людмила Андреевна Проценко (19 апреля 1927, Киев — 7 сентября 2000, Киев) — советский и украинский историк, архивист, крупнейший специалист по киевской некрополистике.

## Биография
Людмила Проценко родилась 19 апреля 1927 года в Киеве, в семье профессора Киевской консерватории А. Ф. Проценко и оперной певицы К. К. Демидовой.
В 1951 году окончила историко-архивное отделение историко-философского факультета Киевского государственного университета им. Т. Г. Шевченко, а в 1954 — Киевскую консерваторию. Работала в Киевской средней школе № 1 учителем истории, затем начальником отдела древних актов Центрального государственного исторического архива Украины.
В 1967 году стала первым директором организованного Центрального государственного архива-музея литературы и искусства Украины. В этот период по поручению Общества охраны памятников истории и культуры начинает работу над темой «Некрополь», которая становится главной темой её последующих научных изысканий. Много лет составляла именную картотеку лиц, захороненных в Киеве, в которую включила 40 000 именных карточек. Благодаря её исследованиям десятки тысяч имён выдающихся людей не только Украины, но и России не исчезли бесследно, а остались в памяти потомков.
Одновременно Л. А. Проценко вела огромную общественную работу, являлась членом правления городского и почётным членом республиканского Общества охраны памятников.
По инициативе Л. А. Проценко Лукьяновское кладбище в Киеве было превращено в историко-мемориальный заповедник. Она же была основным автором путеводителя по кладбищу (совместно с Ю. Костенко).
Умерла 7 сентября 2000 года в Киеве, похоронена на Лукьяновском кладбище.

## Память
- В 2000 году в Киеве Украинским генеалогическим товариществом был издан «Збірник на пошану Людмили Андріївни Проценко».

День памяти Л. А. Проценко
- 7 сентября 2010 года, в десятую годовщину кончины Людмилы Андреевны Проценко, на Лукьяновском кладбище, превращённом её подвижническими усилиями в историко-мемориальный заповедник, прошёл день памяти этого выдающегося киевского историка.[1]
- Именем Л. А. Проценко названа улица в Соломенском районе г. Киева (бывшая улица П. А. Красикова)

## Труды
Автор 85 научных трудов, трёх документальных фильмов, многочисленных публикаций, среди которых исследования по истории Аскольдовой могилы и Выдубицкого некрополя в московских ежегодниках «Памятники культуры. Новые открытия» за 1988 и 1991 годы, карты «Пам’ятки Києва, знищені у ХХ сторіччі» (1991), а также книг:
- Проценко Л. А. Киевский некрополь: Путеводитель-справочник (на укр. яз.) = Киівський некрополь. Путівник-довідник. — Киев: Украинский Писатель, 1994.
  - О захоронениях литераторов в Киеве
- Проценко Л. А. История Киевского некрополя (на укр. яз.) = Історія Київського некрополя. — Киев, 1995.

- Проценко Л. А., Костенко Ю. Лукьяновское гражданское кладбище. — Киев: Интерграфик, 2001. — (Некрополи Украины. Вып. 5).

- Проценко Л. А. «И до небес рукой подать...»: Путеводитель по некрополям на Ближних и Дальних пещерах Киево-Печерской Лавры. — Киев: Свято-Введенский мужской монастырь, 2002. — 160 с.
  - Приводятся сведения о 142 захоронениях, в основном — монахов. Также, по возможности, помещены биографические данные о погребенных людях. Подробные биографические сведения приводятся о митрополитах Киевских и Галицких Арсении, Владимире, Иоанникии, Филофее и других.